# Stenoptilia annadactyla
Stenoptilia annadactyla, noto anche come piccolo pennacchio scabioso, è una falena della famiglia Pterophoridae. È stato descritto per la prima volta da Reinhard Sutter nel 1988.

## Descrizione
L'apertura alare è di 17-24 mm. Sembrano simili alle altre tre specie di falene nel gruppo Stenoptilia bipunctidactyla e possono essere detti solo a parte un esame dettagliato, compresi i genitali. Le prime larve instar estraggono la rosetta centrale di piccole foglie scabiose, le due o tre foglie centrali appassiscono, diventano grigiaste e una larva può essere trovata staccando delicatamente le foglie. L'ultimo instar alimenta esternamente.

## Distribuzione
La falena è stata finora trovata in Austria, Repubblica Ceca, Inghilterra, Estonia, Francia, Germania, Ungheria, Italia, Slovacchia e Svizzera. È stato registrato per la prima volta dalla Gran Bretagna nel 2005 quando le larve sono state allevate dai fiori di piccola scabbia trovata a Breckland, Anglia orientale. Anche gli esemplari precedenti trovati a Norfolk sono di questa specie.